# Краткорочна Фуријеова трансформација
Краткорочна Фуријеова трансформација је Фуријеова трансформација која се користи за одређивање синусоидне фреквенције и фазног садржаја локалних одсека сигнала како се током времена мења.  У пракси, поступак израчунавања ове трансформације састоји се од дељења дужих временских сигнала на краће сегменте једнаке дужине, а затим засебно израчунати Фуријеову трансформацију на сваком краћем сегменту. Ово открива Фуријеов спектар на сваком краћем сегменту. Тада обично поставља променљиви спектар као функцију времена. 

## Напредна краткорочна Фуријеова трансформација

### Временски континуална краткорочна Фуријеова трансформација
Једноставно, у случају континуираног времена, функција која се трансформише множи се прозорском функцијом која је само кратко време не постоји. Фоуриерова трансформација (једнодимензионална функција) резултирајућег сигнала узима се док се прозор помиче дуж временске оси, резултирајући дводимензионалним приказом сигнала. Математички, ово се пише као: 
{\displaystyle \mathbf {STFT} \{x(t)\}(\tau ,\omega )\equiv X(\tau ,\omega )=\int _{-\infty }^{\infty }x(t)w(t-\tau )e^{-i\omega t}\,dt}
где {\displaystyle w(\tau )} јесте функција прозора, обично Ханов прозор или Гаусов прозор који је центриран око нуле а {\displaystyle x(t)} јесте сигнал који треба трансформисати (имајте на уму разлику између функције прозора {\displaystyle w} и фреквенције {\displaystyle \omega } ). {\displaystyle X(\tau ,\omega )} у суштини је Фуријеова трансформација {\displaystyle x(t)w(t-\tau )}, сложена функција која представља фазу и јачину сигнала током времена и фреквенције. Често се одмотавање фаза употребљава дуж једне или обе временске осе, {\displaystyle \tau } и осне фреквенције, {\displaystyle \omega }, да се сузбије било какав прекид скока фазног резултата краткорочне Фуријеове трансформације. Временски индекс {\displaystyle \tau } обично се сматра „ спорим “ временом и обично се не изражава у тако високој резолуцији као време {\displaystyle t} . 

### Краткорочна Фуријеова трансформација у дискретном времену
У дискретном временском случају, подаци који се трансформишу могу се рашчланити на делове или оквире (који се обично преклапају, да би се смањили артефакти на граници). Сваки комад се трансформише Фуријеом трансформацијом, а сложен резултат се додаје у матрицу која бележи величину и фазу за сваку тачку у времену и фреквенцији. То се може изразити као: 
{\displaystyle \mathbf {STFT} \{x[n]\}(m,\omega )\equiv X(m,\omega )=\sum _{n=-\infty }^{\infty }x[n]w[n-m]e^{-j\omega n}}
слично, са сигналом x[n] и прозором w[n]. У овом случају, m је дискретан и ω је континуaлан, али у већини типичних примена СТФТ се изводи на рачунару помоћу брзе Фуријеове трансформације, тако да су обе променљиве дискретне и квантизоване . 
Величина у квадратури краткорочне Фуријеове трансформациеј даје спектрограмски приказ спектралне густоће снаге функције: 
{\displaystyle \operatorname {spectrogram} \{x(t)\}(\tau ,\omega )\equiv |X(\tau ,\omega )|^{2}}
Погледајте и модификовану дискретну трансформацију косинуса, која је такође Фуријеова трансформација која користи прозоре који се преклапају. 

#### Клизна дискретна Фуријеова трансформација
Ако је пожељан само мали број ω или ако се жели да се краткорочна Фуријеова трансформација процењује за сваки помак m прозора, тада се она може ефикасније проценити користећи клизни ДФТ алгоритам. 

## Инверзна краткорочна Фуријеова трансформација
Краткорочна Фуријеова трансформација је инвертибилна, то јест, изворни сигнал се може повратити из трансформације помоћу инверзне краткорочне Фуријеове трансформације. Најприхваћенији начин претварања краткорочне Фуријеове трансформације је коришћењем методе преклапања и додавања, која такође омогућава измене у сложеном спектру краткорочне Фуријеове трансформације. Ово чини свестраним методе обраде сигнала  и назива се преклапањем и додавањем модификација. 

### Временски континуирана краткорочна Фуријеова трансформација
С обзиром на ширину и дефиницију прозорске функције w(t), у почетку захтевамо да се површина функције прозора умањи тако да 
{\displaystyle \int _{-\infty }^{\infty }w(\tau )\,d\tau =1.}
{\displaystyle \int _{-\infty }^{\infty }w(t-\tau )\,d\tau =1\quad \forall \ t}
{\displaystyle x(t)=x(t)\int _{-\infty }^{\infty }w(t-\tau )\,d\tau =\int _{-\infty }^{\infty }x(t)w(t-\tau )\,d\tau .}
Континуална Фуријеова трансформација је 
{\displaystyle X(\omega )=\int _{-\infty }^{\infty }x(t)e^{-j\omega t}\,dt.}
Ако заменимо х(t) одозго: 
{\displaystyle X(\omega )=\int _{-\infty }^{\infty }\left[\int _{-\infty }^{\infty }x(t)w(t-\tau )\,d\tau \right]\,e^{-j\omega t}\,dt}
{\displaystyle =\int _{-\infty }^{\infty }\int _{-\infty }^{\infty }x(t)w(t-\tau )\,e^{-j\omega t}\,d\tau \,dt.}
Мењање редоследа интеграције: 
{\displaystyle X(\omega )=\int _{-\infty }^{\infty }\int _{-\infty }^{\infty }x(t)w(t-\tau )\,e^{-j\omega t}\,dt\,d\tau }
{\displaystyle =\int _{-\infty }^{\infty }\left[\int _{-\infty }^{\infty }x(t)w(t-\tau )\,e^{-j\omega t}\,dt\right]\,d\tau }
{\displaystyle =\int _{-\infty }^{\infty }X(\tau ,\omega )\,d\tau .}
Дакле, Фуријеова трансформација може се посматрати као врста фазног кохерентног сума свих СТФТ-ова к ( т ). Пошто је инверзна Фоуриерова трансформација 
{\displaystyle x(t)={\frac {1}{2\pi }}\int _{-\infty }^{\infty }X(\omega )e^{+j\omega t}\,d\omega ,}
тада се x(t) може повратити из X(τ, ω) као 
{\displaystyle x(t)={\frac {1}{2\pi }}\int _{-\infty }^{\infty }\int _{-\infty }^{\infty }X(\tau ,\omega )e^{+j\omega t}\,d\tau \,d\omega .}
или 
{\displaystyle x(t)=\int _{-\infty }^{\infty }\left[{\frac {1}{2\pi }}\int _{-\infty }^{\infty }X(\tau ,\omega )e^{+j\omega t}\,d\omega \right]\,d\tau .}
Може се видети, да је у поређењу са горенаведеним  „таласом“ прозора од х(t)  
{\displaystyle x(t)w(t-\tau )={\frac {1}{2\pi }}\int _{-\infty }^{\infty }X(\tau ,\omega )e^{+j\omega t}\,d\omega .}
инверзна Фуријеова трансформација X(τ, ω) за τ фиксна. 

## Питања резолуције
Једна од замки краткорочне Фуријеове трансформације је та што има фиксну резолуцију. Ширина функције прозора односи се на то како је сигнал представљен - он одређује да ли постоји добра фреквенциона резолуција (фреквентне компоненте близу међусобно се могу раздвојити) или добра временска резолуција (време у коме се фреквенције мењају). Широки прозор даје бољу резолуцију фреквенције, али лошу временску резолуцију. Ужи прозор даје добру временску резолуцију, али слабу фреквенцију. То се назива ускопојасна и широкопојасна трансформација. 
Ово је један од разлога за стварање валне трансформације и мултиресолуцијске анализе, који могу дати добру временску резолуцију за високофреквентне догађаје и добру фреквенцијску резолуцију за догађаје са ниским фреквенцијама, комбинација која је најприкладнија за многе стварне сигнале. 
Ово својство је повезано са Хеисенберговим принципом неизвесности, али није директно - видети ограничење Габора за расправу. Производ стандардног одступања у времену и фреквенцији је ограничен. Граница принципа несигурности (најбоље истовремено решење оба) се постиже Гауссовом функцијом прозора, јер Гауссиан минимизира принцип Фоуриерове несигурности . То се назива Габорова трансформација (и модификацијама за мултирезолуцију постаје Морлет- ова валутна трансформација). 
Може се размотрити СТФТ за промену величине прозора као дводимензионална домена (време и фреквенција), као што је илустровано у доњем примеру, који се може израчунати променом величине прозора. Међутим, ово више није строго представљање временске фреквенције - кернел није константан током целог сигнала. 

### Пример
Користите следеће узорке сигнала {\displaystyle x(t)} који су састављени од скупа четири таласа синусоидног облика спојених у низу. Сваки таласни облик састоји се само од једне од четири фреквенције (10, 25, 50, 100 Hz ). Дефиниција {\displaystyle x(t)} је: 
{\displaystyle x(t)={\begin{cases}\cos(2\pi 10t)&0\,\mathrm {s} \leq t<5\,\mathrm {s} \\\cos(2\pi 25t)&5\,\mathrm {s} \leq t<10\,\mathrm {s} \\\cos(2\pi 50t)&10\,\mathrm {s} \leq t<15\,\mathrm {s} \\\cos(2\pi 100t)&15\,\mathrm {s} \leq t<20\,\mathrm {s} \\\end{cases}}}
Затим се узоркује на 400 Hz. Добијени су следећи спектрограми: 
|  |  |
|  |  |

Прозор од 25 мс омогућава нам да идентификујемо тачно време у коме се сигнали мењају, али прецизне фреквенције је тешко препознати. На другом крају скале, прозор од 1000 мс омогућава да се фреквенције тачно виде, али време између промена фреквенције је замагљено. 

### Објашњење
То се такође може објаснити референцом на фреквенцију узорковања и Никуист фреквенцију . 
Погледајте прозор Н узорака из произвољног сигнала реалне вредности брзином узорковања ф с . Преузимање Фоуриерове трансформације даје Н сложене коефицијенте. Од ових коефицијената корисна је само половина (последњи Н / 2 је сложен коњугат прве Н / 2 обрнутим редоследом, јер је то стварни сигнал). 
Ови Н / 2 коефицијенти представљају фреквенције од 0 до ф с / 2 (Никуист), а два узастопна коефицијента међусобно су растављена ф с / Н Хз. 
Да бисте повећали фреквенцијску разлучивост прозора, размак коефицијената треба смањити. Постоје само две променљиве, али смањење ф с (и одржавање Н константног) узроковаће да се повећа величина прозора - јер сада има мање узорака по јединици времена. Друга алтернатива је повећање Н, али то опет узрокује повећање величине прозора. Стога сваки покушај повећања резолуције фреквенције узрокује већу величину прозора, а самим тим и смањење временске разлучивости, и обрнуто.

## Рејлова фреквенција
Како је Никуист-ова фреквенција ограничење у максималној фреквенцији која се може смислено анализирати, тако је и Раилеигх-ова фреквенција ограничење на минималну фреквенцију. 
Раилеигх-ова фреквенција је минимална фреквенција која се може ријешити временским временским оквиром.  
С обзиром на временски прозор у трајању од Τ секунде, најмања фреквенција која се може разрешити је 1 / Τ   Хз. 
Раилеигх-ова фреквенција важан је аспект у примјени краткотрајне Фоуриер-ове трансформације (СТФТ), као и било које друге методе хармоничке анализе на сигналу коначне дужине записа.  

## Апликација
Краткорочне Фуријеове трансформације, као и стандардне Фуријеове трансформације и други алати се често користе за анализу музике. Спектрограм, на пример, може да приказује фреквенцију на водоравној оси, а најниже фреквенције лево, а највише са десне стране. Висина сваке траке (повећана бојом) представља амплитуду фреквенција унутар тог опсега. Димензија дубине представља време, где је свака нова трака била засебна посебна трансформација. Аудио инжењери користе ову врсту визуелног материјала за прибављање информација о аудио узорку, на пример, за проналажење фреквенција специфичних звукова (нарочито када се користе са већом резолуцијом фреквенције) или за проналажење фреквенција које могу бити мање или више резонантне у простору у коме сигнал јесте снимљен. Ове информације се могу користити за изједначавање или подешавање других аудио ефеката. 

## Имплементација
Оригинална функција 
{\displaystyle X(t,f)=\int _{-\infty }^{\infty }w(t-\tau )x(\tau )e^{-j2\pi f\tau }d\tau }
Претварање у дискретни облик: 
{\displaystyle t=n\Delta _{t},f=m\Delta _{f},\tau =p\Delta _{t}}
{\displaystyle X(n\Delta _{t},m\Delta _{f})=\sum _{-\infty }^{\infty }w((n-p)\Delta _{t})x(p\Delta _{t})e^{-j2\pi pm\Delta _{t}\Delta _{f}}\Delta _{t}}
Претпостављајући претходно 
{\displaystyle w(t)\cong 0{\text{ for }}|t|>B,{\frac {B}{\Delta _{t}}}=Q}
Тада можемо уписати оригиналну функцију у 
{\displaystyle X(n\Delta _{t},m\Delta _{f})=\sum _{p=n-Q}^{n+Q}w((n-p)\Delta _{t})x(p\Delta _{t})e^{-j2\pi pm\Delta _{t}\Delta _{f}}\Delta _{t}}

### Директна примена

#### Ограничења
а. Никвистов критеријум (избегавање ефекта алијасинга): 
{\displaystyle \Delta _{t}<{\frac {1}{2\Omega }}}, где {\displaystyle \Omega } јесте ширина опсега од {\displaystyle x(\tau )w(t-\tau )}

### Метода заснована на брзој Фуријеовој трансформацији

#### Ограничење
а. {\displaystyle \Delta _{t}\Delta _{f}={\tfrac {1}{N}}}, где {\displaystyle N} је цели број 
б. {\displaystyle N\geq 2Q+1}
в. Никвистов критеријум (избегавање ефекта алијасинга): 
{\displaystyle \Delta _{t}<{\frac {1}{2\Omega }}}, {\displaystyle \Omega } је ширина опсега од {\displaystyle x(\tau )w(t-\tau )}
{\displaystyle X(n\Delta _{t},m\Delta _{f})=\sum _{p=n-Q}^{n+Q}w((n-p)\Delta _{t})x(p\Delta _{t})e^{-{\frac {2\pi jpm}{N}}}\Delta _{t}}
{\displaystyle {\text{ако је }}q=p-(n-Q),{\text{ следи да је }}p=(n-Q)+q}
{\displaystyle X(n\Delta _{t},m\Delta _{f})=\Delta _{t}e^{\frac {2\pi j(Q-n)m}{N}}\sum _{q=0}^{N-1}x_{1}(q)e^{-{\frac {2\pi jqm}{N}}}}
{\displaystyle {\text{при чему је }}x_{1}(q)={\begin{cases}w((Q-q)\Delta _{t})x((n-Q+q)\Delta _{t})&0\leq q\leq 2Q\\0&2Q<q<N\end{cases}}}

### Рекурзивна метода

#### Ограничење
а. {\displaystyle \Delta _{t}\Delta _{f}={\tfrac {1}{N}}}, где {\displaystyle N} је цели број 
б. {\displaystyle N\geq 2Q+1}
в. Никвистов критеријум (избегавање ефекта алијасинга): 
{\displaystyle \Delta _{t}<{\frac {1}{2\Omega }}}, {\displaystyle \Omega } је ширина опсега од {\displaystyle x(\tau )w(t-\tau )}
г. Само за имплементацију правоуглог облика краткорочне Фуријеове трансформације 
Правоугли прозор намеће ограничење 
{\displaystyle w((n-p)\Delta _{t})=1}
Замена даје: 
{\displaystyle {\begin{aligned}X(n\Delta _{t},m\Delta _{f})&=\sum _{p=n-Q}^{n+Q}w((n-p)\Delta _{t})&x(p\Delta _{t})e^{-{\frac {j2\pi pm}{N}}}\Delta _{t}\\&=\sum _{p=n-Q}^{n+Q}&x(p\Delta _{t})e^{-{\frac {j2\pi pm}{N}}}\Delta _{t}\\\end{aligned}}}
Смена променљиве n-1 за n : 
{\displaystyle X((n-1)\Delta _{t},m\Delta _{f})=\sum _{p=n-1-Q}^{n-1+Q}x(p\Delta _{t})e^{-{\frac {j2\pi pm}{N}}}\Delta _{t}}
Израчунавање {\displaystyle X(\min {n}\Delta _{t},m\Delta _{f})} за N-тачака брзе Фуријеове трансформације: 
{\displaystyle X(n_{0}\Delta _{t},m\Delta _{f})=\Delta _{t}e^{\frac {j2\pi (Q-n_{0})m}{N}}\sum _{q=0}^{N-1}x_{1}(q)e^{-j{\frac {2\pi qm}{N}}},\qquad n_{0}=\min {(n)}}
где је 
{\displaystyle x_{1}(q)={\begin{cases}x((n-Q+q)\Delta _{t})&q\leq 2Q\\0&q>2Q\end{cases}}}
Примена рекурзивне формуле за израчунавање {\displaystyle X(n\Delta _{t},m\Delta _{f})}
{\displaystyle X(n\Delta _{t},m\Delta _{f})=X((n-1)\Delta _{t},m\Delta _{f})-x((n-Q-1)\Delta _{t})e^{-{\frac {j2\pi (n-Q-1)m}{N}}}\Delta _{t}+x((n+Q)\Delta _{t})e^{-{\frac {j2\pi (n+Q)m}{N}}}\Delta _{t}}

### Генерализација дискретне Фуријеове трансформације

#### Ограничење
{\displaystyle \exp {(-j2\pi pm\Delta _{t}\Delta _{f})}=\exp {(-j\pi p^{2}\Delta _{t}\Delta _{f})}\cdot \exp {(j\pi (p-m)^{2}\Delta _{t}\Delta _{f})}\cdot \exp {(-j\pi m^{2}\Delta _{t}\Delta _{f})}}
па је 
{\displaystyle X(n\Delta _{t},m\Delta _{f})=\Delta _{t}\sum _{p=n-Q}^{n+Q}w((n-p)\Delta _{t})x(p\Delta _{t})e^{-j2\pi pm\Delta _{t}\Delta _{f}}}
{\displaystyle X(n\Delta _{t},m\Delta _{f})=\Delta _{t}e^{-j2\pi m^{2}\Delta _{t}\Delta _{f}}\sum _{p=n-Q}^{n+Q}w((n-p)\Delta _{t})x(p\Delta _{t})e^{-j\pi p^{2}\Delta _{t}\Delta _{f}}e^{j\pi (p-m)^{2}\Delta _{t}\Delta _{f}}}

### Поређење имплементација
| Метод                                             | Сложеност                       |
| ------------------------------------------------- | ------------------------------- |
| Директна примена                                  | {\displaystyle O(TFQ)}          |
| Заснована на брзој Фуријеовој трансформацији      | {\displaystyle O(TN\log _{2}N)} |
| Рекурзија                                         | {\displaystyle O(TF)}           |
| Генерализација дискретне Фуријеове трансформације | {\displaystyle O(TN\log _{2}N)} |